# Cryptus recurvatus
Cryptus recurvatus là một loài tò vò trong họ Ichneumonidae.